# Nekrolog 1616
Nekrolog
◄◄
| ◄
| 1612
| 1613
| 1614
| 1615
| 1616 | 1617 | 1618 | 1619 | 1620 | ► | ►►
Weitere Ereignisse | Allgemeiner Nekrolog 1616
Die Beschreibung der verstorbenen Person sollte so kurz wie möglich gehalten sein und nur deren signifikante Tätigkeit(en) enthalten.
Neue Namen ggf. auch unter dem Geburts- und Sterbedatum, also etwa unter 1. Januar und im Geburts- und Sterbejahr (2024) eintragen (nur bei entsprechender großer Wichtigkeit). Für Beispiele siehe die schon vorhandenen Artikel.
Außerdem über die fünf zuletzt Verstorbenen, zu denen es einen ausreichend guten Artikel für eine Präsentation auf der Hauptseite gibt, nach der todesbedingten Überarbeitung der Artikel ggf. auch unter Wikipedia Diskussion:Hauptseite informieren und sie am besten auch in den anderen Wikipedia-Sprachversionen eintragen. Tipp: Regelmäßig bei news.google.de nach „ist tot“, „gestorben“ oder „verstorben“ suchen.
Wenn eine Person gestorben ist, gibt es viele Seiten zu dieser Person in der Wikipedia, die davon auch betroffen sind und entsprechend aktualisiert werden müssen. Beispiele: Namenübersichtsseite, Geburtsjahr, Geburtsort-Seiten und viele mehr.
Wie finde ich die betroffenen Seiten?
Im Suchfeld auf der linken Seite gibt man den Suchbegriff so ein: „Vorname Nachname“. Dann klickt man auf Volltext und alle Seiten mit entsprechendem Suchtext werden aufgerufen. Hier sieht man dann schnell, wo auch das Todesjahr Sinn macht oder sogar ein Teil des Artikels angepasst werden muss. Auch hilft das „Werkzeug“ auf der linken Seite sehr gut, um solche Seiten aufzufinden: „Links auf diese Seite“. Somit ist die Wikipedia wieder aktuell in allen Bereichen! Hinweis: bei Eintragung der Kategorie „Gestorben JAHR“ wird der Missbrauchsfilter 49 ausgelöst, was jedoch nicht schlimm ist. Siehe: Spezial:Missbrauchsfilter/49
Dies ist eine Liste von im Jahr 1616 verstorbenen bekannten Persönlichkeiten. Die Einträge erfolgen innerhalb der einzelnen Daten alphabetisch sortiert. Tiere sind im Nekrolog für Tiere zu finden.

## Januar
| Tag        | Name                    | Beruf, bekannt als                                                                          | Alter | Beleg |
| ---------- | ----------------------- | ------------------------------------------------------------------------------------------- | ----- | ----- |
| 5. Januar  | Adam Theodor Siber      | deutscher Literaturwissenschaftler, Rhetoriker und Linguist                                 | 52    |       |
| 6. Januar  | Philip Henslowe         | englischer Theaterdirektor                                                                  |       |       |
| 14. Januar | Theodor Riphan          | deutscher Theologe, Weihbischof in Köln                                                     |       |       |
| 15. Januar | Simeon Bekbulatowitsch  | Herrscher Russlands (1575–1576)                                                             |       |       |
| 15. Januar | Orazio Borgianni        | italienischer Maler zwischen Manierismus und Barock                                         |       |       |
| 16. Januar | Martin Aichmann         | deutscher Jurist und Theologe                                                               | 65    |       |
| 18. Januar | Karl                    | Fürst von Arenberg, Offizier und Diplomat in spanischen Diensten                            | 65    |       |
| 20. Januar | Melchior Eckhart        | deutscher evangelischer Theologe                                                            | 60    |       |
| 24. Januar | Agnes von Ostfriesland  | ostfriesische Gräfin                                                                        | 32    |       |
| 24. Januar | Julius Adolph von Söhne | Herausgeber der zweitältesten deutschsprachigen Zeitung, der „Aviso, Relation oder Zeitung“ |       |       |

## Februar
| Tag         | Name                            | Beruf, bekannt als                                                                            | Alter | Beleg |
| ----------- | ------------------------------- | --------------------------------------------------------------------------------------------- | ----- | ----- |
| 4. Februar  | Samuel Pallache                 | jüdisch-marokkanischer Kaufmann, Diplomat sowie Pirat                                         |       |       |
| 13. Februar | Anders Sørensen Vedel           | dänischer Historiker und Humanist                                                             | 73    |       |
| 17. Februar | Pierre de Gondi                 | französischer Bischof und Kardinal italienischer Abstammung                                   |       |       |
| 18. Februar | Wolf Eisenmann                  | deutscher Maler                                                                               |       |       |
| 18. Februar | Maximilian Ernst von Österreich | Erzherzoglicher Prinz von Österreich, Koadjutor der Deutschmeister                            | 32    |       |
| 21. Februar | Jakob Bording                   | Kanzler des Herzogs von Mecklenburg, Ratgeber der dänischen Könige und Lübecker Bürgermeister | 69    |       |
| 21. Februar | Alphons Rodriguez               | spanischer Priester, Jesuit                                                                   |       |       |
| 23. Februar | Matthia Ferrabosco              | italienischer Komponist und Sänger                                                            |       |       |
| 28. Februar | Vinzenz Fettmilch               | Anführer des Fettmilchaufstandes                                                              |       |       |
| 28. Februar | Mikołaj Krzysztof Radziwiłł     | polnisch-litauischer Pilger, Autor, Kartograf und Stifter                                     | 66    |       |

## März
| Tag      | Name                  | Beruf, bekannt als | Alter | Beleg |
| -------- | --------------------- | --- | ----- | ----- |
| 2. März  | Rudolf Reding         | Schwyzer Obervogt und Söldnerführer | 34    |       |
| 3. März  | Matthias de L’Obel    | Botaniker und Leibarzt von Jakob I. von England                                                                                         |       |       |
| 6. März  | Francis Beaumont      | englischer Dramatiker |       |       |
| 7. März  | David Meder           | deutscher Pfarrer |       |       |
| 8. März  | Maria Anna von Bayern | Prinzessin von Bayern und durch Heirat Erzherzogin von Österreich                                                                       | 41    |       |
| 11. März | Thomas Atkinson       | englischer Priester und Märtyrer |       |       |
| 20. März | Augustin Haffner      | Bürgermeister von Wien |       |       |
| 26. März | Matthäus Tympius      | Rektor der Osnabrücker Domschule |       |       |
| 31. März | Johann Adolf          | Fürstbischof von Lübeck (1586–1607) und Bischof, Bremen und Hamburg (1585–1596) sowie Herzog von Schleswig-Holstein-Gottorf (1590–1616) | 41    |       |

## April
| Tag       | Name                      | Beruf, bekannt als                                                                             | Alter | Beleg |
| --------- | ------------------------- | ---------------------------------------------------------------------------------------------- | ----- | ----- |
| 4. April  | Pompeio Arrigoni          | italienischer Geistlicher, Kardinal und Erzbischof von Benevent                                |       |       |
| 9. April  | Jacob Lucius der Jüngere  | deutscher Buchdrucker und Zeitungsverleger                                                     |       |       |
| 17. April | Philipp Heilbronner       | deutscher evangelisch-lutherischer Theologe                                                    | 69    |       |
| 19. April | Hans von Haim             | oberösterreichischer Landeshauptmann                                                           | 72    |       |
| 20. April | Peter Hartenbeck          | deutscher Münzgraveur (Stempelschneider) und Medailleur der Spätrenaissance und des Frühbarock |       |       |
| 23. April | Inca Garcilaso de la Vega | peruanischer Dichter und Schriftsteller                                                        |       |       |
| 27. April | Claude Chastillon         | französischer Architekt, Topograph und Graveur                                                 |       |       |
| April     | Miguel de Cervantes       | spanischer Schriftsteller                                                                      | 68    |       |

## Mai
| Tag     | Name                      | Beruf, bekannt als                                                                | Alter | Beleg |
| ------- | ------------------------- | --------------------------------------------------------------------------------- | ----- | ----- |
| 2. Mai  | Joost Balbian             | Alchemist                                                                         | 72    |       |
| 3. Mai  | William Shakespeare       | englischer Dramatiker, Lyriker und Schauspieler                                   |       |       |
| 4. Mai  | Magdalena von Brandenburg | Landgräfin von Hessen-Darmstadt                                                   | 34    |       |
| 12. Mai | Urban Pierius             | deutscher lutherischer Theologe, Professor, Superintendent, Generalsuperintendent |       |       |
| 22. Mai | Hieronymus Hornschuch     | Autor des ältesten erhaltenen Lehrbüchlein für Korrektoren                        |       |       |
| 24. Mai | Margaret Russell          | englische Adlige und Alchimistin                                                  | 55    |       |
| 25. Mai | Filippo Spinelli          | Nuntius und Kardinal                                                              |       |       |
| Mai     | Thomas Parry              | englischer Diplomat und Parlamentsabgeordneter                                    |       |       |

## Juni
| Tag      | Name                                 | Beruf, bekannt als                                                           | Alter | Beleg |
| -------- | ------------------------------------ | ---------------------------------------------------------------------------- | ----- | ----- |
| 1. Juni  | Tokugawa Ieyasu                      | japanischer Einiger des feudalen Japans                                      | 73    |       |
| 1. Juni  | Johann Wolff                         | deutscher Mediziner, Rektor der Universität Marburg, Leibarzt des Landgrafen | 62    |       |
| 10. Juni | Paolo Antonio Foscarini              | italienischer Theologe und Astronom                                          |       |       |
| 11. Juni | Johannes Wanckel                     | deutscher Historiker                                                         | 63    |       |
| 13. Juni | Rudolf von Braunschweig-Wolfenbüttel | Prinz von Braunschweig-Wolfenbüttel, Bischof von Halberstadt                 | 13    |       |
| 16. Juni | Giuseppe Cenci                       | italienischer Sänger und Komponist                                           |       |       |
| 20. Juni | Erpold Lindenbrog                    | Hamburger Notar und Historiker                                               |       |       |
| 24. Juni | Orazio Spínola                       | italienischer Erzbischof und Kardinal                                        |       |       |
| 25. Juni | Joachim Drenckhan                    | deutscher Pädagoge und Rektor in Stralsund                                   |       |       |
| 30. Juni | Sebastian Abesser                    | kur- und fürstlich-sächsischer Oberwild- und Jägermeister                    | 57    |       |

## Juli
| Tag      | Name                                | Beruf, bekannt als                                                            | Alter | Beleg |
| -------- | ----------------------------------- | ----------------------------------------------------------------------------- | ----- | ----- |
| 2. Juli  | Bernardino Realino                  | italienischer Jesuit und Heiliger                                             | 85    |       |
| 6. Juli  | Philipp Hahn                        | deutscher lutherischer Theologe                                               | 58    |       |
| 7. Juli  | Anna von Württemberg                | Herzogin von Ohlau, Wohlau und Liegnitz                                       | 55    |       |
| 12. Juli | Anton von Randow                    | Hauptmann der Ämter Alvensleben (heute Bebertal), Dreileben und Wanzleben     | 50    |       |
| 13. Juli | Peter Tilicki                       | katholischer Bischof                                                          |       |       |
| 16. Juli | Hans Keesebrod                      | deutscher Baumeister                                                          |       |       |
| 17. Juli | Nicholas Damant                     | katholischer Rat und Staatsmann in den spanischen Niederlanden                |       |       |
| 20. Juli | Aodh Mór Ó Néill, 2. Earl of Tyrone | irisches Clanoberhaupt                                                        |       |       |
| 25. Juli | Andreas Libavius                    | Gelehrter                                                                     |       |       |
| 28. Juli | Adrien d’Amboise                    | Bischof von Tréguier                                                          |       |       |
| 29. Juli | Christian Friis                     | dänischer Adliger und königlicher Kanzler in Dänemark                         | 59    |       |
| 29. Juli | Tang Xianzu                         | chinesischer Staatsbeamter, Bühnenautor und Dichter                           | 65    |       |
| 30. Juli | Michael Philipp Beuther             | reformierter Theologe, Generalsuperintendent des Herzogtums Pfalz-Zweibrücken | 52    |       |

## August
| Tag        | Name                             | Beruf, bekannt als                                                                                            | Alter | Beleg |
| ---------- | -------------------------------- | --- | ----- | ----- |
| 3. August  | Hans Meinhard von Schönberg      | kurpfälzischer und kurbrandenburgischer Feldobrister und Hofmeister des Kurfürsten Friedrich V. von der Pfalz | 33    |       |
| 6. August  | Heidenreich Droste zu Vischering | Amtsdroste in den Ämtern Ahaus und Horstmar                                                                   | 62    |       |
| 7. August  | Wilhelm von Efferen              | Bischof von Worms (1604–1616)                                                                                 |       |       |
| 7. August  | Scipione Gentili                 | italienischer Jurist                                                                                          |       |       |
| 8. August  | Cornelis Ketel                   | holländischer Maler und Bildhauer                                                                             | 68    |       |
| 14. August | Helisäus Röslin                  | deutscher Mediziner, Astrologe, Chronologe und Geograph                                                       | 71    |       |
| 23. August | Hans von Schweinichen            | deutscher liegnitzscher Hofmarschall und autobiographischer Schriftsteller                                    | 64    |       |
| 30. August | Philipp Wilhelm von Cornberg     | Stammvater der Freiherren von Cornberg                                                                        | 63    |       |
| 30. August | Johannes von den Driesch         | deutscher Kirchen- und Zivilrechtler                                                                          |       |       |
| August     | Johannes von Velen               | Domherr in Münster und Münsterischer Landrat                                                                  |       |       |

## September
| Tag           | Name                             | Beruf, bekannt als                                                                     | Alter | Beleg |
| ------------- | -------------------------------- | -------------------------------------------------------------------------------------- | ----- | ----- |
| 4. September  | Johan Brambach                   | Ratssekretär, Ratsyndicus und Domherr in Lübeck                                        |       |       |
| 12. September | Jakob Schopper                   | deutscher Geistlicher, Theologe und Hochschullehrer                                    | 70    |       |
| 13. September | Anna Fugger                      | schwäbische Adlige                                                                     |       |       |
| 13. September | Heinrich Hagemeister             | Bürgermeister von Stralsund                                                            |       |       |
| 14. September | Michael Coletus                  | lutherischer Prediger und Senior des Geistlichen Ministeriums in Danzig                |       |       |
| 14. September | Johann Kolowrat von Liebsteinsky | böhmischer Adliger und Hofkämmerer                                                     | 63    |       |
| 29. September | Karl Ludwig zu Sulz              | Landgraf zu Klettgau, kaiserlicher Feldzeugmeister und Heerführer in den Türkenkriegen | 56    |       |

## Oktober
| Tag         | Name                     | Beruf, bekannt als                                                                 | Alter | Beleg |
| ----------- | ------------------------ | ---------------------------------------------------------------------------------- | ----- | ----- |
| 2. Oktober  | Ernestus Hettenbach      | deutscher Physiker und Mediziner                                                   | 64    |       |
| 10. Oktober | Maria von Oranien-Nassau | Tochter des Fürsten Wilhelm I. von Oranien-Nassau, Gräfin von Hohenlohe-Neuenstein | 60    |       |
| 13. Oktober | Georg Schweickhard       | deutscher Universitätsrektor und Generalvikar                                      |       |       |
| 14. Oktober | Martin Brenner           | katholischer Fürstbischof der Diözese Seckau                                       | 67    |       |
| 22. Oktober | Johann Jakob Haug        | Stadtarzt in Heilbronn und Hochschullehrer                                         | 49    |       |
| 23. Oktober | Richard Hakluyt          | englischer Geograph                                                                |       |       |
| 23. Oktober | Leonhard Hutter          | deutscher lutherischer Theologe                                                    | 53    |       |
| 25. Oktober | Heinrich von Schönberg   | kurfürstlich-sächsischer Rat, Amtshauptmann sowie Rittergutsbesitzer               |       |       |
| 27. Oktober | Johann Richter           | deutscher Mathematiker                                                             |       |       |

## November
| Tag          | Name                    | Beruf, bekannt als                     | Alter | Beleg |
| ------------ | ----------------------- | -------------------------------------- | ----- | ----- |
| 3. November  | Agnes Hedwig von Anhalt | Gemahlin Kurfürst Augusts von Sachsen  | 43    |       |
| 14. November | Johannes Krabbe         | deutscher Kartograf der Frühen Neuzeit |       |       |
| 23. November | Prospero Alpini         | italienischer Arzt und Botaniker       | 63    |       |

## Dezember
| Tag          | Name                   | Beruf, bekannt als                                                             | Alter | Beleg |
| ------------ | ---------------------- | ------------------------------------------------------------------------------ | ----- | ----- |
| 10. Dezember | Diogo de Couto         | portugiesischer Historiker                                                     |       |       |
| 10. Dezember | Georg Leopold Fuhrmann | deutscher Buchdrucker, Musikverleger, Buchhändler, Kupferstecher und Lautenist |       |       |
| 26. Dezember | Georg Thurzo           | Palatin von Ungarn                                                             | 49    |       |
| 31. Dezember | Oswald Gabelkover      | deutscher Arzt, Heraldiker und Historiker                                      | 77    |       |
| Dezember     | Jacob Le Maire         | niederländischer Seefahrer und Entdecker                                       |       |       |

## Datum unbekannt
| Tag | Name                         | Beruf, bekannt als                                                     | Alter | Beleg |
| --- | ---------------------------- | ---------------------------------------------------------------------- | ----- | ----- |
|     | Guillaume de Baillou         | französischer Arzt und Begründer der modernen Epidemiologie            |       |       |
|     | Jacques Bellange             | lothringischer Maler und Zeichner                                      |       |       |
|     | Hermann Ebel                 | deutscher Organist                                                     |       |       |
|     | Jean Fayen                   | französischer Arzt, Dichter und Kartograf                              |       |       |
|     | Paulus Freudenlechner        | Meistersinger                                                          |       |       |
|     | Zacharias Füllsack           | deutscher Posaunist, Komponist und Lautenist                           |       |       |
|     | Gortzius Geldorp             | niederländischer Maler                                                 |       |       |
|     | Christoph von Gemmingen      | Dompropst in Augsburg                                                  |       |       |
|     | Johann Zbinco von Hasenburg  | böhmischer Jurist, Gelehrter und Autor                                 |       |       |
|     | Thomas Helwys                | Mitbegründer der Baptisten und früher Vorkämpfer der Religionsfreiheit |       |       |
|     | Hans Ruprecht Hoffmann       | deutscher Bildhauer- und Steinmetzmeister                              |       |       |
|     | Samuel Holzach               | Schweizer Arzt und Professor                                           |       |       |
|     | Johann Lange                 | deutscher Orgelbauer                                                   |       |       |
|     | Erich Lassota von Steblau    | deutscher Offizier                                                     |       |       |
|     | Meir Lublin                  | polnischer Rabbiner, Talmudist und Posek                               |       |       |
|     | Jean Mazuel                  | französischer Violinist                                                |       |       |
|     | Kusma Minin                  | russischer Kaufmann                                                    |       |       |
|     | Hans von Nikerke             | estländischer Gutsbesitzer, Quartiermeister und Landrat                |       |       |
|     | Vincenzo Scamozzi            | italienischer Architekt und Architekturtheoretiker                     |       |       |
|     | Julius Sperber               | deutscher Alchemist und Rosenkreuzer                                   |       |       |
|     | Johann Steffens              | deutscher Komponist und Organist                                       |       |       |
|     | Máté Toroczkai               | Leiter der Unitarischen Kirche in Siebenbürgen                         |       |       |
|     | Zuzana Vojířová von Vacovice | böhmische Adlige                                                       |       |       |
|     | Francisco Tito Yupanqui      | katholischer Aymara, Holzschnitzer                                     |       |       |
|     | Lazarus Zetzner              | deutscher Verleger und Drucker                                         |       |       |